# Europski pravac E65
Europski pravac E65 (ukratko: E65) je europski pravac koji vodi od Malmöa u Švedskoj prema gradu Hania u Grčkoj. Ukupna dužina iznosi 3.800 kilometara. Ovaj put vodi od Malmöa u Švedskoj kroz gradove Ystad , Świnoujście , Szczecin , Gorzów Wielkopolski , Zielona Góra , Prag , Brno , Bratislava , Jegersek , Zagreb , Rijeka , Split , Neum , Dubrovnik , Podgorica , Priština , Skoplje , Korint , Tripoli  prema gradu Haniji u Grčkoj.